# Малкіня-Гурна
Малкіня-Гурна (пол. Małkinia Górna) — село в Польщі, у гміні Малкіня-Гурна Островського повіту Мазовецького воєводства.
Населення — 5514 осіб (2011).
У 1975-1998 роках село належало до Остроленцького воєводства.

## Демографія
Демографічна структура станом на 31 березня 2011 року:
|          | Загалом | Допрацездатний вік | Працездатний вік | Постпрацездатний вік |
| -------- | ------- | ------------------ | ---------------- | -------------------- |
| Чоловіки | 2652    | 481                | 1967             | 204                  |
| Жінки    | 2862    | 486                | 1859             | 517                  |
| Разом    | 5514    | 967                | 3826             | 721                  |